# Åsa Gustavsson
Åsa Gustavsson, född 17 juli 1976 är en svensk volleybollspelare (vänsterspiker) och beachvolleyspelare. Hon spelade 84 landskamper för Sveriges landslag.
Gustavsson växte upp i Älmhult och hennes moderklubb är Eneryda Volley. Hon fortsatte sedan med spel i Växjö universitets Gymnastik- och idrottsförening (som spelade i division 1) innan hon 1997 åkte till USA för studier vid först Jamestown Community College och därefter University of North Carolina. Efter att hon återvänt
Sverige spelade hon med KFUM Örebro följt av en säsong med Engelholms VS innan hon började spela internationellt i Europa 2005. Hon spelade med Volley Köniz (Schweiz), CV JAV Olímpico (Spanien), AEL Limassol (Cypern), Santeramo Sport (Italien), Panellinios GS (Grekland) och Saint-Cloud Paris Stade Français (Frankrike). Hon återvände till Sverige och avslutade sin inomhuskarriär i Engelholms VS. Hon blev både svensk mästare och Grand Prix-vinnare flera gånger med Örebro, vann Grand Prix med Engelholm och blev cypriotisk mästare med Limassol.
Efter återkomsten till Sverige spelade hon även beachvolley i par med Angelica Ljungquist. De hade som mål att nå OS 2012, men nådde begränsade framgångar.